# Constance Baker Motley
Constance Baker Motley (* 14. November 1921 in New Haven, Connecticut; † 27. September 2005 in Manhattan, New York) war eine US-amerikanische Juristin und erste afroamerikanische Richterin an einem US-Bundesgericht. Motley vertrat in ihren ersten Berufsjahren Martin Luther King und spielte in den 1960er Jahren eine wichtige Rolle bei den zivilrechtlichen Auseinandersetzungen der schwarzen Bevölkerung. In ihrer 55-jährigen juristischen Karriere hat sie an fast jeder wichtigen Zivilklage mitgearbeitet.

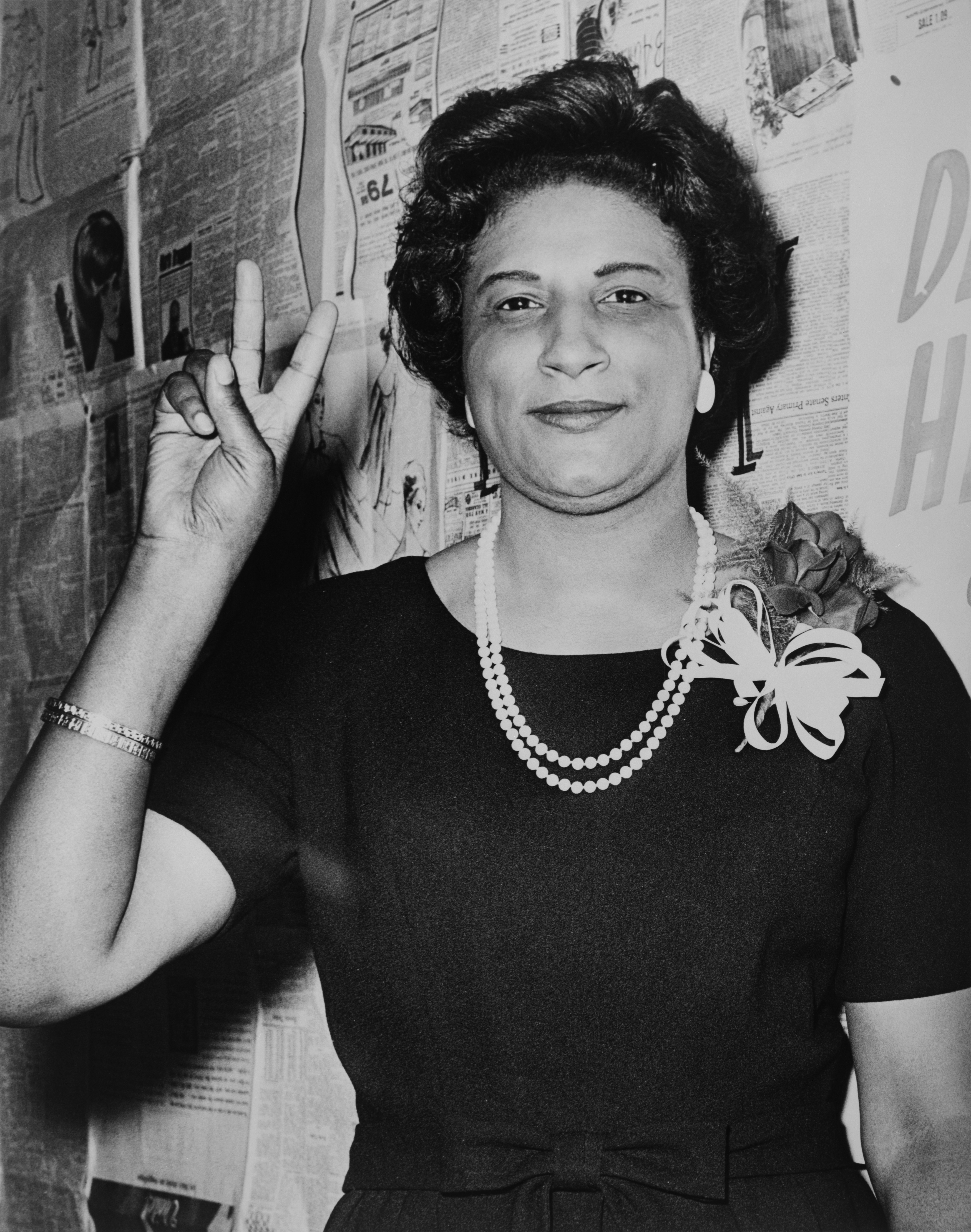
Constance B. Motley (1964)

## Leben
Constance Bakers Eltern waren von den Westindischen Inseln in die Vereinigten Staaten eingewandert. Sie erbrachte als Schülerin herausragende Leistungen, doch ließ sich ein Studium zunächst nicht finanzieren, so dass sie nach ihrem Abschluss zunächst bei der National Youth Administration, einer New-Deal-Behörde, tätig wurde. Dort fielen dem Philanthropen Clarence Blakelee ihre Intelligenz und ihre Redegabe auf, woraufhin er die Kosten für ihre weitere Ausbildung übernahm. Sie studierte zunächst an der Fisk University und später an der New York University, wo sie 1943 einen Bachelor in Wirtschaftswissenschaften erwarb. Danach wechselte sie an die Columbia Law School und lernte dort den späteren Richter am Obersten Gerichtshof, Thurgood Marshall, kennen. Er verschaffte ihr eine Anstellung als juristische Fachkraft beim New Yorker Büro der National Association for the Advancement of Colored People für Rechts- und Erziehungsangelegenheiten.
Nach ihrem juristischen Abschluss im Jahr 1946 blieb sie zunächst bei der NAACP. 1949 heiratete sie Joel Motley, einen Immobilienmakler. Im Rahmen ihrer Tätigkeit für die NAACP verfasste sie 1954 mehrere Schriftsätze für die Verhandlungen im Fall Brown v. Board of Education. 1964 schlug Constance Motley eine politische Laufbahn ein, als sie für die Demokratische Partei in den Senat von New York gewählt wurde, dem sie bis 1965 angehörte. Im Anschluss daran trat sie die Nachfolge von Edward R. Dudley als Bezirkspräsident (Borough President) von Manhattan an und blieb auf diesem Posten bis 1966.
Am 26. Januar 1966 wurde Constance Motley von Präsident Lyndon B. Johnson zur Nachfolgerin von Archie Owen Dawson als Richterin am Bundesbezirksgericht für den südlichen Distrikt von New York ernannt. Nach der Bestätigung durch den US-Senat trat sie ihr Amt am 30. August desselben Jahres an. Ab 1982 fungierte sie als Vorsitzende (Chief Judge) des Gerichts. Am 30. September 1986 wechselte Constance Motley in den Senior-Status.